# BRP Mangyan (AS-71)
Le BRP Mangyan (AS-71) est un navire auxiliaire de la marine philippine. Anciennement le US Army FS-524, construit durant la Seconde Guerre mondiale, servait de transporteur de troupe pour l'armée américaine.

## Histoire
Le navire a été mis en service le 1er juillet 1944 comme cargo pour l'United States Army avec un équipage de la Garde côtière des États-Unis et affecté sur le théâtre des opérations dans le Pacifique. Il a été désarmé le 11 octobre 1945. 
Plus tard il est remis à l'United States Navy et reprend du service auprès de la Force maritime d'autodéfense japonaise où il a subi des modifications structurelles pour répondre à sa mission de transport de troupes pour les forces japonaises jusqu'en 1974. 
Le gouvernement philippin a acquis le navire en 1978. Celui-ci a subi d'importantes réparations à la Maebata Shipbuilding Inc. à Sasebo, avant d'être remis à la marine philippine. Le 27 mars 1979, il a pris le nom de BRP Mangyan (AS-71) du nom du peuple Mangyan, une minorité ethnique sur l'île de Mindoro.

## Autres navires de la classe
Quatre baliseurs de la classe FS furent transférés aux Philippines:
- BRP Cape Bojeador (AE-46), ex FS-203, encore en service dans la Garde côtière philippine en 2021 comme baliseur.
- BRP Mangyan (AS-71), ex FS-524, encore en service dans la Marine philippine en 2021 comme navire de transport.
- BRP Limasawa (AE-79), retiré du service.
- BRP Badjao (AE-59), retiré du service.

### Note et référence
- (en) Cet article est partiellement ou en totalité issu de l’article de Wikipédia en anglais intitulé « BRP Mangyan (AS-71) » (voir la liste des auteurs).